# 정선 고성리 산성
정선 고성리 산성(旌善 古城里 山城)은 대한민국 강원특별자치도 정선군 신동읍에 있는 삼국시대의 산성이다. 1994년 9월 23일 강원특별자치도의 기념물 제68호로 지정되었다.

## 개요
강원도 정선군 신동읍의 고성리와 덕천리 경계지점인 해발 425m의 산능선을 따라 돌로 쌓은 산성이다. 『신증동국여지승람』에는 정선군의 동쪽 5리 지점에 둘레 782척(237m), 높이 8척(2.4m)으로 돌을 쌓아올렸고, 그 안에 성황사(城隍祠)가 있었으나 절반이 무너졌다고 기록되어 있다.
성벽은 점판암을 이용하여 쌓았으며, 성벽의 가장 높은 곳은 약 8m 정도이고, 안쪽은 약 4m 정도이다. 성벽의 바깥으로는 ㄷ자 모양으로 또 하나의 성벽을 튀어나오게 쌓아 방어력을 높였는데 폭은 5m, 길이 6m, 높이는 3.7m이다.
성 안에는 약 500여 평의 평지가 있는데 건물터로 짐작되며, 현재 출입구로 이용되는 곳에는 건물터의 기단으로 보이는 돌들이 약 15m 길이로 2단이 드러나 있다. 성의 남쪽에는 문터로 짐작되는 출입구가 남아 있으며, 성 안의 서남쪽 가장 높은 곳에 봉수대터라고 전하는 흔적이 있다.

## 현지 안내문
이 산성은 정선의 남쪽에 있으며 주변은 동강이 휘감아 흐르는 천혜의 자연환경을 자랑하는 곳이다.
건립시기에 대한 정확한 기록은 없으나 삼국이 대립하였던 시기에 고구려가 한강유역을 차지하고 신라의 세력을 견제하기 위하여 이 곳에 쌓았다고 하나 성곽의 축조 형태나 오래 전 성내에서 석축, 석검, 도기 등 청동기시대 유물이 출토되었던 것으로 보아 삼국시대 이전에 축조되었을 가능성도 있다고 한다.
산성의 규모는 《조선 보물 고적조사》자료에 의하면 높이 5.4m, 둘레 630m, 성곽은 석축과 토루장으로 기록되어 있다.
성의 형태는 해발 425m의 산 정상에 테를 두른 듯 둥글게 공간을 두고 주변의 길목에서 잘 보이는 곳에 네 군데로 나누어 축성되어 있다.
오래 전부터 산성 일부가 붕괴되어 있었으나 지방문화재 지정과 동시 지표조사를 통하여 1997년 ~ 2000년까지 보수, 복원하여 전해지고 있다.
제1산성은 길이 63m, 높이 4 ~ 4.4m,너비 4 ~ 5.1m의 정선방면으로 소골과 운치리 일원이 관망된다.
제2산성은 길이 78m, 높이 5.5 ~ 6.8m의 원형이 가장 잘 보존되어 있으며, 평창 군계와 덕천리가 관망된다.
제3산성은 길이 120m, 높이 2.3 ~ 5m, 너비 5 ~ 5.6m의 산성내에서 가장 높은 곳으로 영월, 평창 군계와 동강 일부가 관망된다.
제4산성은 길이 75m, 높이 4.5 ~5m, 너비 3.6 ~ 4.5m의 치성 형태 망루로 신동에서 넘어오는 길목과 고성리 고림부락 일원이 관망된다.

## 참고 자료
- 정선고성리산성 - 국가유산청 국가유산포털